# Число Рейнольдса критичне
Число Рейнольдса критичне (англ. transition Reynolds number; нім. kritische Reynolds-Zahl f) — границя стійких режимів руху ньютонівських рідин, абсолютне визначення якої залежить від ступеня деформації русла, а саме:
- а) для круглих циліндричних труб Re кр = 2300—2320[1];
- б) для капілярів продуктивних покладів нафти Re кр = 1 — 12 (за формулою Щелкачова);
- в) чим більший ступінь деформації русла, тим менша абсолютна значина критичного числа Рейнольдса Re кр.